# Катсдорф
Катсдорф (нем. Katsdorf) — политическая община (нем. Gemeinde) в Австрии, в федеральной земле Верхняя Австрия.
Входит в состав округа Перг. Официальный код — 4 11 06 или 41106.
По предварительным данным на 1 января 2018 года:
- территория политической общины — 1466,91 га[1];
- население политической общины — 3086 чел.[2];
- плотность населения — 210.37 чел./км²;
- землеобеспеченность с учётом внутренних вод — 4753 м²/чел.

В общину входят следующие населённые пункты:
1. Блиндендорф
2. Бодендорф
3. Брайтенбрукк
4. Вайдегут
5. Грайнсберг
6. Грюнау
7. Катсдорф с посёлком (нем. Siedlung) Айхвизель
8. Лунгиц
9. Нёблинг
10. Нойбодендорф
11. Райзер с разбросанным поселением (нем. Rotte) Им-Хаг и хутором (нем. Einzelgehöft) Им-Вег
12. Ротхоф
13. Руштеттен с разбросанным поселением Леэн
14. Шварцендорф
15. Штандорф
16. Эдт

## Политическая ситуация
Бургомистр общины — Эрнст Ленер (АНП) по результатам выборов 2003 года.
Совет представителей общины (нем. Gemeinderat) состоит из 25 мест:
- АНП занимает 12 мест;
- СДПА занимает 11 мест;
- Зелёные занимают 2 места.